# Trần Văn Vũ
Trần Văn Vũ (sinh ngày 30 tháng 5 năm 1990) là cầu thủ bóng đá trong nhà người Việt Nam đang chơi ở vị trí hậu vệ cho Câu lạc bộ bóng đá trong nhà Thái Sơn Nam và Đội tuyển futsal quốc gia Việt Nam.

## Sự nghiệp quốc tế

### Việt Nam
| #   | Ngày                 | Địa điểm                                                             | Đối thủ     | Bàn thắng | Kết quả | Giải đấu                                           |
| --- | -------------------- | -------------------------------------------------------------------- | ----------- | --------- | ------- | -------------------------------------------------- |
| 1.  | 21 tháng 4 năm 2012  | Đại học Bangkok, Băng Cốc, Thái Lan                                  | Myanmar     | 3–0       | 3–0     | Giải vô địch bóng đá trong nhà Đông Nam Á 2012     |
| 2.  | 27 tháng 4 năm 2012  | Đại học Bangkok, Băng Cốc, Thái Lan                                  | Thái Lan    | 2–5       | 4–9     | Giải vô địch bóng đá trong nhà Đông Nam Á 2012     |
| 3.  | 26 tháng 6 năm 2013  | Nhà thi đấu Sinh viên Dongbu, Incheon, Hàn Quốc                      | Palestine   | 1–0       | 4–1     | Đại hội Thể thao Trong nhà và Võ thuật châu Á 2013 |
| 4.  | 26 tháng 6 năm 2013  | Nhà thi đấu Sinh viên Dongbu, Incheon, Hàn Quốc                      | Palestine   | 2–0       | 4–1     | Đại hội Thể thao Trong nhà và Võ thuật châu Á 2013 |
| 5.  | 21 tháng 10 năm 2013 | Đại học Bangkok, Băng Cốc, Thái Lan                                  | Philippines | 4–?       | 10–1    | Giải vô địch bóng đá trong nhà Đông Nam Á 2013     |
| 6.  | 21 tháng 10 năm 2013 | Đại học Bangkok, Băng Cốc, Thái Lan                                  | Philippines | 8–?       | 10–1    | Giải vô địch bóng đá trong nhà Đông Nam Á 2013     |
| 7.  | 23 tháng 10 năm 2013 | Đại học Bangkok, Băng Cốc, Thái Lan                                  | Thái Lan    | 2–2       | 2–6     | Giải vô địch bóng đá trong nhà Đông Nam Á 2013     |
| 8.  | 27 tháng 10 năm 2013 | Đại học Bangkok, Băng Cốc, Thái Lan                                  | Indonesia   | 6–2       | 7–3     | Giải vô địch bóng đá trong nhà Đông Nam Á 2013     |
| 9.  | 20 tháng 11 năm 2013 | Nhà thi đấu Phú Thọ, Thành phố Hồ Chí Minh, Việt Nam                 | Nhật Bản    | 1–2       | 1–2     | Giao hữu                                           |
| 10. | 22 tháng 11 năm 2013 | Nhà thi đấu Phú Thọ, Thành phố Hồ Chí Minh, Việt Nam                 | Brasil      | 2–2       | 3–2     | Giao hữu                                           |
| 11. | 13 tháng 12 năm 2013 | Nhà thi đấu Wunna Theikdi, Naypyidaw, Myanmar                        | Lào         | 3–0       | 10–1    | Đại hội Thể thao Đông Nam Á 2013                   |
| 12. | 13 tháng 12 năm 2013 | Nhà thi đấu Wunna Theikdi, Naypyidaw, Myanmar                        | Lào         | 8–0       | 10–1    | Đại hội Thể thao Đông Nam Á 2013                   |
| 13. | 15 tháng 11 năm 2014 | Ginásio Poliesportivo Adib Moysés Dib, São Bernardo do Campo, Brasil | Colombia    | 2–3       | 2–6     | Grand Prix de Futsal 2014                          |
| 14. | 22 tháng 9 năm 2014  | Sân vận động Melawati, Shah Alam, Malaysia                           | Lào         | 16–0      | 18–0    | Giải vô địch bóng đá trong nhà Đông Nam Á 2014     |
| 15. | 2 tháng 5 năm 2014   | Nhà thi đấu Phú Thọ, Thành phố Hồ Chí Minh, Việt Nam                 | Tajikistan  | 1–0       | 10–4    | Giải vô địch bóng đá trong nhà châu Á 2014         |
| 16. | 9 tháng 2 năm 2015   | Novigrad, Croatia                                                    | Slovenia    | 2–2       | 6–4     | Giao hữu                                           |
| 17. | 9 tháng 2 năm 2015   | Novigrad, Croatia                                                    | Slovenia    | 4–3       | 6–4     | Giao hữu                                           |
| 18. | 8 tháng 10 năm 2015  | Bangkok Arena, Băng Cốc, Thái Lan                                    | Lào         | 9–1       | 13–1    | Giải vô địch bóng đá trong nhà Đông Nam Á 2015     |
| 19. | 10 tháng 10 năm 2015 | Bangkok Arena, Băng Cốc, Thái Lan                                    | Myanmar     | 1–0       | 2–1     | Giải vô địch bóng đá trong nhà Đông Nam Á 2015     |
| 20. | 10 tháng 10 năm 2015 | Bangkok Arena, Băng Cốc, Thái Lan                                    | Myanmar     | 2–1       | 2–1     | Giải vô địch bóng đá trong nhà Đông Nam Á 2015     |
| 21. | 11 tháng 10 năm 2015 | Bangkok Arena, Băng Cốc, Thái Lan                                    | Philippines | 10–1      | 19–1    | Giải vô địch bóng đá trong nhà Đông Nam Á 2015     |
| 22. | 11 tháng 10 năm 2015 | Bangkok Arena, Băng Cốc, Thái Lan                                    | Philippines | 11–1      | 19–1    | Giải vô địch bóng đá trong nhà Đông Nam Á 2015     |
| 23. | 12 tháng 10 năm 2015 | Bangkok Arena, Băng Cốc, Thái Lan                                    | Úc          | 3–4       | 5–6     | Giải vô địch bóng đá trong nhà Đông Nam Á 2015     |
| 24. | 16 tháng 10 năm 2015 | Bangkok Arena, Băng Cốc, Thái Lan                                    | Malaysia    | 3–1       | 5–6     | Giải vô địch bóng đá trong nhà Đông Nam Á 2015     |
| 25. | 2 tháng 2 năm 2016   | Sân vận động Uzbekistan, Tashkent, Uzbekistan                        | Uzbekistan  | 2–1       | 3–3     | Giao hữu                                           |
| 26. | 2 tháng 2 năm 2016   | Sân vận động Uzbekistan, Tashkent, Uzbekistan                        | Uzbekistan  | 3–2       | 3–3     | Giao hữu                                           |
| 27. | 11 tháng 2 năm 2016  | Sân vận động Uzbekistan, Tashkent, Uzbekistan                        | Tajikistan  | 2–1       | 8–1     | Giải vô địch bóng đá trong nhà châu Á 2016         |
| 28. | 11 tháng 2 năm 2016  | Sân vận động Uzbekistan, Tashkent, Uzbekistan                        | Tajikistan  | 8–1       | 8–1     | Giải vô địch bóng đá trong nhà châu Á 2016         |
| 29. | 17 tháng 2 năm 2016  | Sân vận động Uzbekistan, Tashkent, Uzbekistan                        | Nhật Bản    | 1–2       | 4–4     | Giải vô địch bóng đá trong nhà châu Á 2016         |
| 30. | 17 tháng 2 năm 2016  | Sân vận động Uzbekistan, Tashkent, Uzbekistan                        | Nhật Bản    | 3–3       | 4–4     | Giải vô địch bóng đá trong nhà châu Á 2016         |
| 31. | 11 tháng 9 năm 2016  | Đấu trường El Pueblo, Cali, Colombia                                 | Guatemala   | 4–2       | 4–2     | Giải vô địch bóng đá trong nhà thế giới 2016       |
| 32. | 14 tháng 9 năm 2016  | Đấu trường El Pueblo, Cali, Colombia                                 | Paraguay    | 1–7       | 1–7     | Giải vô địch bóng đá trong nhà thế giới 2016       |
| 33. | 3 tháng 12 năm 2016  | Sân vận động Trường Sa, Trường Sa, Trung Quốc                        | México      | 1–1       | 4–3     | Giao hữu                                           |
| 34. | 3 tháng 12 năm 2016  | Sân vận động Trường Sa, Trường Sa, Trung Quốc                        | México      | 4–3       | 4–3     | Giao hữu                                           |
| 35. | 4 tháng 12 năm 2016  | Sân vận động Trường Sa, Trường Sa, Trung Quốc                        | Trung Quốc  | 1–0       | 2–2     | Giao hữu                                           |
| 36. | 22 tháng 8 năm 2017  | Sân vận động Panasonic, Shah Alam, Malaysia                          | Myanmar     | 1–0       | 6–1     | Đại hội Thể thao Đông Nam Á 2017                   |
| 37. | 20 tháng 10 năm 2017 | Sân vận động Trường Sa, Trường Sa, Trung Quốc                        | Croatia     | 1–3       | 1–3     | Giao hữu                                           |
| 38. | 27 tháng 10 năm 2017 | Nhà thi đấu Phú Thọ, Thành phố Hồ Chí Minh, Việt Nam                 | Philippines | 24–0      | 24–0    | Giải vô địch bóng đá trong nhà Đông Nam Á 2017     |
| 39. | 27 tháng 10 năm 2017 | Nhà thi đấu Phú Thọ, Thành phố Hồ Chí Minh, Việt Nam                 | Philippines | 24–0      | 24–0    | Giải vô địch bóng đá trong nhà Đông Nam Á 2017     |
| 40. | 5 tháng 11 năm 2018  | GOR UNY, Yogyakarta, Indonesia                                       | Brunei      | 9–0       | 9–0     | Giải vô địch bóng đá trong nhà Đông Nam Á 2018     |
| 41. | 7 tháng 11 năm 2018  | GOR UNY, Yogyakarta, Indonesia                                       | Thái Lan    | 1–0       | 1–4     | Giải vô địch bóng đá trong nhà Đông Nam Á 2018     |
| 42. | 27 tháng 10 năm 2019 | Nhà thi đấu Phú Thọ, Thành phố Hồ Chí Minh, Việt Nam                 | Myanmar     | 4–2       | 7–3     | Giải vô địch bóng đá trong nhà Đông Nam Á 2019     |
| 43. | 27 tháng 10 năm 2019 | Nhà thi đấu Phú Thọ, Thành phố Hồ Chí Minh, Việt Nam                 | Myanmar     | 6–3       | 7–3     | Giải vô địch bóng đá trong nhà Đông Nam Á 2019     |